# Erbrée
Erbrée település Franciaországban, Ille-et-Vilaine megyében. Lakosainak száma 1713 fő (2022. január 1.). Erbrée Vitré, Argentré-du-Plessis, Bréal-sous-Vitré, La Chapelle-Erbrée, Étrelles, Mondevert, Saint-M’Hervé és Saint-Pierre-la-Cour községekkel határos.

## Népesség
A település népességének változása:
| Lakosok száma | 1197 | 1323 | 1408 | 1651 | 1672 | 1677 | 1702 | 1697 | 1734 | 1713 |
|               | 1968 | 1982 | 1990 | 2006 | 2013 | 2015 | 2017 | 2019 | 2020 | 2022 |